# Дилемма доктора
«Дилемма доктора» — кинофильм. Экранизация пьесы Бернарда Шоу.

## Сюжет
Талантливый доктор Коленсо Риджен, спасший множество серьёзно больных пациентов, оказывается перед неожиданным выбором, когда у него появляется пациент по имени Луи, молодой и многообещающий художник. То, что доктор узнал о Луи, заставляет его задуматься, следует ли спасать Луи жизнь. Если он останется в живых, его жена и другие родные узнают жестокую правду о Луи…

## В ролях
- Лесли Кэрон
- Дирк Богард
- Аластер Сим
- Роберт Морли
- Джон Робинсон

## Съёмочная группа
- Режиссёр: Энтони Асквит
- Продюсер: Анатоль Де Грюнвольд, Пьер Рув
- Сценарист: Джордж Бернард Шоу (пьеса), Анатоль Де Грюнвольд
- Композитор: Жозеф Косма
- Оператор: Роберт Краскер